# Синицы
Синицы, или настоящие синицы (лат. Parus), — род птиц семейства синицевых. Типичный представитель рода — большая синица (Parus major) — широко распространена на территории России.

## Этимология

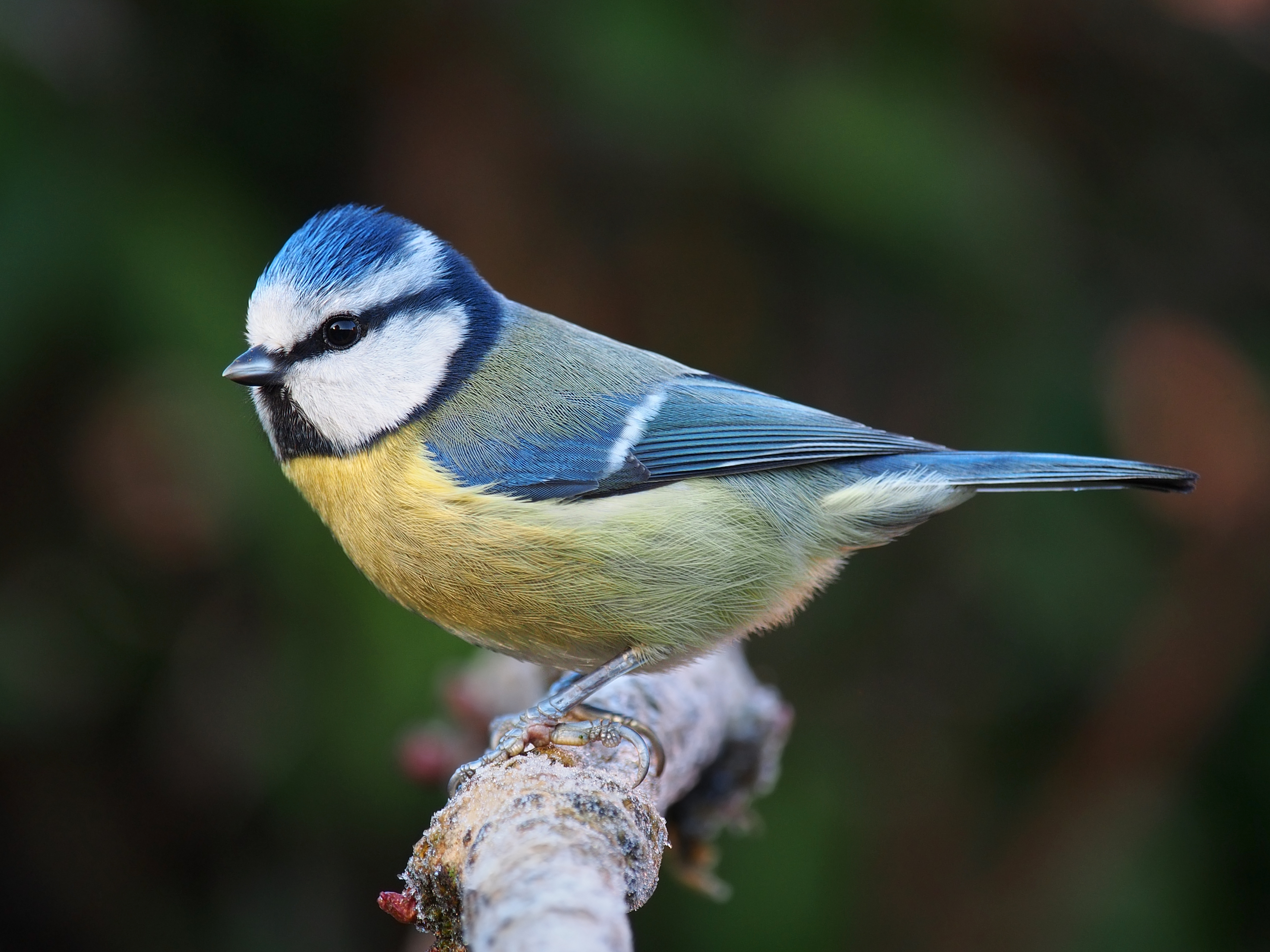
Лазоревка обыкновенная

Слово «синица» образовано от названия синего цвета и связано с окрасом лазоревки (Cyanistes caeruleus), ранее относимой к роду синицы как Parus caeruleus.
По другой версии, название птицы было образовано от звукоподражательного зинь, и впоследствии в результате народной этимологии сближено со словом синий.

## Классификация

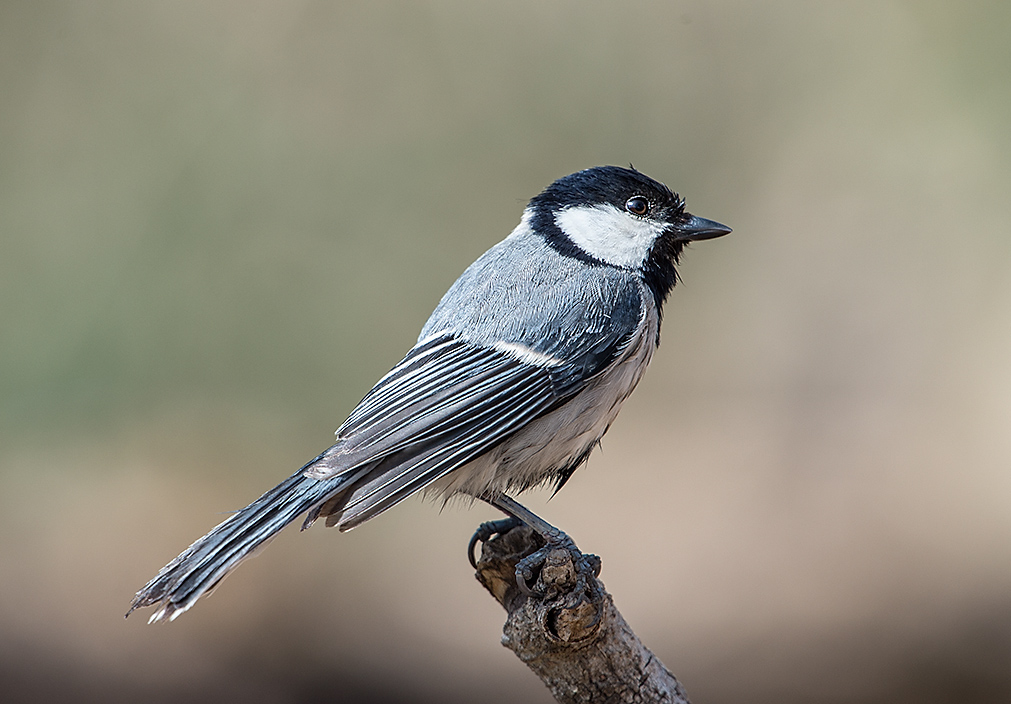
Серая синица (Parus cinereus)

По данным базы Международного союза орнитологов (IOC), в состав рода Parus входят 4 вида:
- Parus major — большая синица, или большак
- Parus cinereus — серая синица
  - Parus cinereus minor — восточная синица
- Parus monticolus — зеленоспинная синица

Многие виды, которые относились ранее к настоящим синицам, теперь перенесены в другие роды: Machlolophus, Melaniparus, Periparus, Pseudopodoces, Sittiparus, гаичек (Poecile) и лазоревок (Cyanistes).